# Saperda messageei
Saperda messageei là một loài bọ cánh cứng trong họ Cerambycidae.